# Il grande esploratore
Il grande esploratore prodotto da Mauro Malavasi che cura gli arrangiamenti. è un album del musicista italiano Tony Esposito, pubblicato dall'etichetta discografica Bubble con distribuzione Ricordi nel 1984. e Willy David. Gli arrangiamenti sono curati da Remo Licastro, Mauro Malavasi e lo stesso Tony Esposito, che firma tutti i brani, alla cui composizione partecipano, oltre a Remo Licastro e Mauro Malavasi, anche Gianluigi Di Franco, Joe Amoruso e Patrizio Trampetti. Il citato Di Franco è la voce principale in diversi brani.
Dal disco vengono tratti i singoli Simba de ammon/Dateme! e Kalimba de Luna/Lagos, il cui brano principale vince Un disco per l'estate.

## Tracce

### LP
Lato A
1. Kalimba de Luna – 4:59 (Tony Esposito (t e m), Remo Licastro (t e m), Gianluigi Di Franco (t), Joe Amoruso (m), Mauro Malavasi (m))
2. Dateme! – 4:24 (Tony Esposito (t e m), Patrizio Trampetti (t), Remo Licastro (m), Mauro Malavasi (m))
3. Simba de Ammon – 4:58 (Gianluigi Di Franco (t), Tony Esposito (m), Joe Amoruso (m), Mauro Malavasi (m))
4. Terra di fuoco – 4:41 (Tony Esposito (t e m), Gianluigi Di Franco (t))

Lato B
1. Lagos – 4:08 (Gianluigi Di Franco (t), Tony Esposito (m), Remo Licastro (m))
2. Music – 4:03 (Tony Esposito, Remo Licastro, Mauro Malavasi)
3. Monica – 4:25 (Tony Esposito (t), Remo Licastro (t e m))
4. Caucciù (Strumentale) – 4:16 (Tony Esposito, Remo Licastro)
5. Kalimba de sol (Strumentale) – 3:04 (Tony Esposito, Joe Amoruso, Remo Licastro)

## Formazione
- Tony Esposito - voce, percussioni, drum machine, tastiera, arrangiamento
- Mauro Malavasi - flicorno, genis, cori ,tastiera, programmazione, tromba, campionatore, sintetizzatore, arrangiamento
- Remo Licastro - tastiera, cori, voce (brani: Monica e Lagos), arrangiamento
- Gianluigi Di Franco - voce (brani: Kalimba de luna, Terra di fuoco, Simba de Ammon, Lagos, Dateme!), cori
- Rudy Trevisi - tastiera, flauto, sax
- Davide Romani - basso
- Serse May - programmazione
- Kevin Wilkinson - batteria (brano: Dateme!)
- Joe Amoruso - tastiera (brano: Terra di fuoco)
- Massimo Volpe - tastiera (brano: Terra di fuoco)
- Claudio Pizzale - flauto, cori, arrangiamento vocale (brano: Caucciù)
- Paolo Gianolio - chitarra
- Dawn Mitchell - cori

Produzione
- Mauro Malavasi e Willy David - produttore
- Mauro Malavasi, Tony Esposito, Remo Licastro - arrangiamenti
- Mauro Malavasi - missaggio, mastering
- Registrazioni effettuate nello Studio Umbi di Modena (Italia)
- Maurizio Maggi - ingegnere delle registrazioni
- Missaggio effettuato al Trafalgar Recording Studios di Roma (Italia)
- Dario Tiribello - executive organisation[1]

## Registrazione
- Studio Umbi Modena - Registrazione
- Trafalgar Recording Studios di Roma (Italia) - Missaggio, Mastering